# Cockfosters (London Underground)

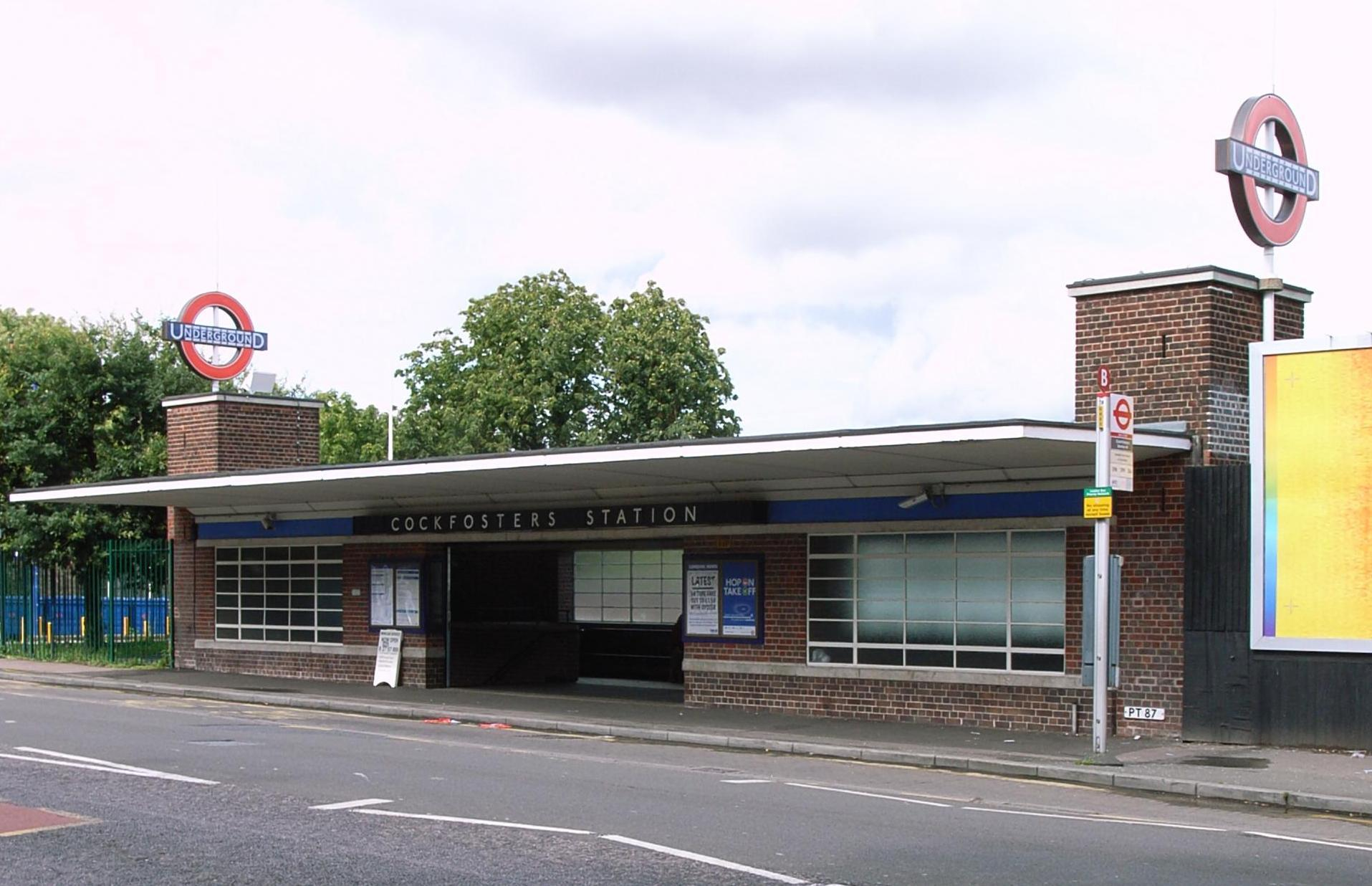
Stationsgebäude

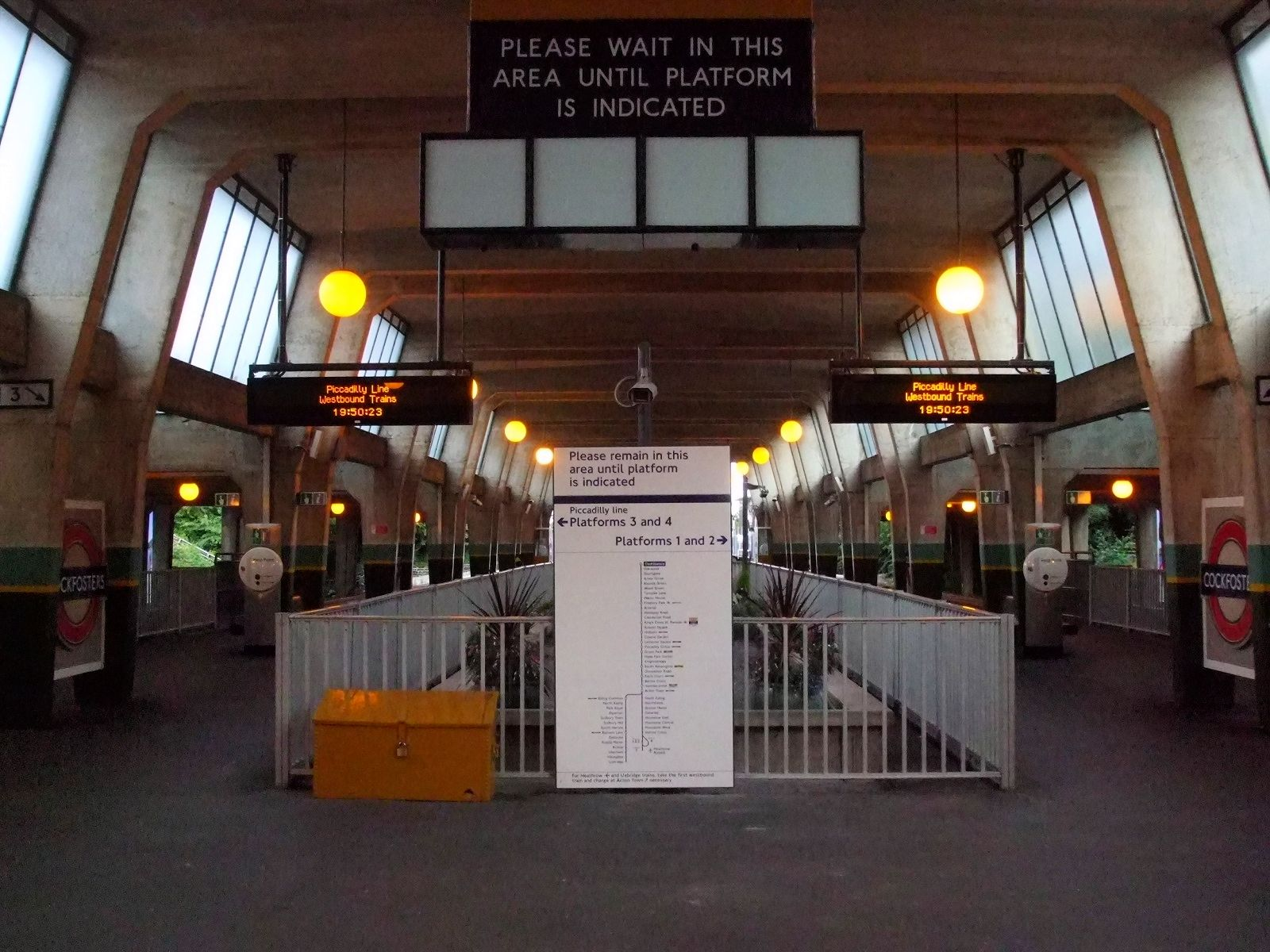
Innenansicht der Station

Cockfosters ist eine oberirdische Station der London Underground im Stadtbezirk London Borough of Enfield, wenige Meter von der Grenze zum Stadtbezirk London Borough of Barnet entfernt. Sie liegt in der Travelcard-Tarifzone 5 an der Cockfosters Road und ist die nordöstliche Endstation der Piccadilly Line. Im Jahr 2013 nutzten 1,97 Millionen Fahrgäste die Station.

## Architektur und Geschichte
Die Eröffnung der Station erfolgte am 31. Juli 1933. Wie die übrigen Stationen im nördlichen Teil der Piccadilly Line ist auch diese von Charles Holden in einem modernistischen Stil entworfen worden. Vorherrschende Baumaterialien sind Ziegel, Stahlbeton und Glas. Holden plante ursprünglich den Bau zweier zusätzlicher Türme, verzichtete aber schließlich darauf, so dass Cockfosters weitaus schlichter ausgefallen ist als beispielsweise Oakwood. Seit 1987 steht das Gebäude unter Denkmalschutz (Grade II).
Die Station besitzt drei überdachte Gleise, wobei das mittlere von zwei Seiten aus zugänglich ist (spanische Lösung). Zwar ist Cockfosters für die meisten Züge der Piccadilly Line Endstation, doch einige wenden bereits in Arnos Grove, insbesondere während der Stoßzeit und am Abend. Östlich der Station befindet sich eine der beiden Hauptwerkstätten der Piccadilly Line mit einer Abstellanlage. Durch den Fußgängertunnel der Station führt der London Outer Orbital Path, ein 240 Kilometer langer Wanderweg rund um Greater London.